# Diademamazon
Diademamazon (Amazona diadema) är en fågel i familjen västpapegojor inom ordningen papegojfåglar.

## Utbredning och systematik
Diademamazon återfinns i nordvästra Brasilien. Den kategoriserades tidigare som underart till gulkindad amazon (A. autumnalis), men urskiljs allt oftare som egen art.

## Status
IUCN kategoriserar arten som livskraftig.